# رومولا
رومولا (بالإنجليزية: Romola)‏ (نشرت بين عامي 1862-1863) هي رواية تاريخية بقلم جورج إليوت وتدور أحداثها في القرن الخامس عشر، وهي «دراسة عميقة للحياة في مدينة فلورنسا من الناحية الفكرية والفنية والدينية والاجتماعية». ظهرت للمرة الأولى في أربعة عشر أجزاء ونشرت في مجلة كورنهيل من يوليو 1862 (المجلد 6، العدد 31) إلى أغسطس 1863 (المجلد 8، العدد 44). وتدور أحداث القصة في خضم الأحداث التاريخية الفعلية خلال عصر النهضة الإيطالية، وتضم القصة العديد من الشخصيات البارزة في هذه الفترة من تاريخ فلورنسا.

## روابط خارجية
- رومولا على موقع الموسوعة البريطانية (الإنجليزية)